# César Valenzuela
César Hernán Valenzuela Martínez (Pudahuel, Región Metropolitana de Santiago, Chile, 4 de septiembre de 1992) es un futbolista chileno que juega como centrocampista y actualmente milita en Magallanes de la Primera B de Chile.

## Trayectoria
Debutó a los 17 años en Palestino.
Se dio a conocer en el Torneo Internacional Valentín Granatkin celebrado en Rusia, tras competir con la selección sub-17 de su país y donde fue elegido mejor jugador del torneo. Ese mismo premio volvió a repetirse en el Torneo Internacional UC Sub-17 2009 disputado en Chile, donde también fue campeón anotando el último penalti de la final. 
En el año 2010, tras debutar con el CD Palestino de su país, ficha por el Udinese Calcio italiano. Un año más tarde fue cedido al Granada CF.
En la temporada 2011-12, el jugador emigra a un club español, esta vez el Cádiz CF, que pese a incorporarlo a su equipo filial, le asigna ficha en el primer equipo. 
Luego de quedar libre a mitad de 2012, el jugador ficha a comienzos de 2013 en Palestino donde anota su primer gol en un amistoso contra Audax Italiano.

## Selección nacional

### Selecciones menores
Fue internacional sub-15 y sub-17 por la selección de Chile. 
Participó en el Campeonato Sudamericano Sub-15 de 2007. 
En 2009 participó en el Torneo Internacional Valentín Granatkin disputado en Rusia, donde alcanzó el cuarto lugar y fue proclamado mejor jugador del torneo.
Ese mismo año disputó el Torneo Internacional UC Sub-17 celebrado en Chile, de donde salió campeón y donde volvió a ser nombrado mejor jugador del torneo. De nuevo en el 2009, disputó el Campeonato Sudamericano Sub-17, donde llegaría como gran figura del equipo aunque no cumplió con las expectativas.

### Selección adulta
En enero de 2015 fue citado a la selección chilena dirigida por el argentino Jorge Sampaoli para el amistoso contra Estados Unidos, duelo en el cual se mantuvo en el banco de suplentes sin ingresar.

## Estadísticas
| Club                     | Div.          | Temporada     | Liga  | Liga  | Copas nacionales | Copas nacionales | Torneos internacionales | Torneos internacionales | Total | Total |
| Club                     | Div.          | Temporada     | Part. | Goles | Part.            | Goles            | Part.                   | Goles                   | Part. | Goles |
| ------------------------ | ------------- | ------------- | ----- | ----- | ---------------- | ---------------- | ----------------------- | ----------------------- | ----- | ----- |
| Palestino · Chile        | 1.ª           | 2009          | 1     | 0     | —                | —                | —                       | —                       | 1     | 0     |
| Palestino · Chile        | 1.ª           | 2010          | 7     | 0     | 1                | 0                | —                       | —                       | 8     | 0     |
| Palestino · Chile        | 1.ª           | 2013          | 11    | 1     | —                | —                | —                       | —                       | 11    | 1     |
| Palestino · Chile        | 1.ª           | 2013-14       | 29    | 4     | 5                | 1                | —                       | —                       | 34    | 5     |
| Palestino · Chile        | 1.ª           | 2014-15       | 36    | 4     | 5                | 1                | 7                       | 0                       | 48    | 5     |
| Palestino · Chile        | 1.ª           | 2015-16       | 29    | 1     | 3                | 0                | —                       | —                       | 32    | 1     |
| Palestino · Chile        | Total club    | Total club    | 113   | 10    | 14               | 2                | 7                       | 0                       | 134   | 12    |
| Huachipato · Chile       | 1.ª           | 2016-17       | 30    | 0     | 3                | 0                | —                       | —                       | 33    | 0     |
| Huachipato · Chile       | 1.ª           | 2017          | 14    | 2     | 8                | 1                | —                       | —                       | 22    | 3     |
| Huachipato · Chile       | 1.ª           | 20108         | 25    | 1     | 3                | 0                | —                       | —                       | 28    | 1     |
| Huachipato · Chile       | 1.ª           | 2019          | 15    | 1     | 1                | 1                | —                       | —                       | 16    | 2     |
| Huachipato · Chile       | 1.ª           | 2020          | 28    | 3     | —                | —                | 3                       | 0                       | 31    | 3     |
| Huachipato · Chile       | Total club    | Total club    | 112   | 7     | 15               | 2                | 3                       | 0                       | 130   | 9     |
| Everton · Chile          | 1.ª           | 2021          | 5     | 0     | —                | —                | —                       | —                       | 5     | 0     |
| Everton · Chile          | 1.ª           | 2022          | 0     | 0     | 0                | 0                | 0                       | 0                       | 0     | 0     |
| Everton · Chile          | Total club    | Total club    | 5     | 0     | 0                | 0                | 0                       | 0                       | 5     | 0     |
| Unión San Felipe · Chile | 2.ª           | 2023          | 0     | 0     | 0                | 0                | —                       | —                       | 0     | 0     |
| Unión San Felipe · Chile | Total club    | Total club    | 0     | 0     | 0                | 0                | 0                       | 0                       | 0     | 0     |
| Total carrera            | Total carrera | Total carrera | 230   | 17    | 29               | 4                | 10                      | 0                       | 269   | 21    |
| 1. 2. 3.                 |               |               |       |       |                  |                  |                         |                         |       |       |

## Palmarés

### Torneos internacionales
| Título                                 | Equipo                    | País  | Año  |
| -------------------------------------- | ------------------------- | ----- | ---- |
| Campeón Torneo Internacional UC Sub-17 | Selección de Chile sub-17 | Chile | 2009 |

### Distinciones individuales
| Distinción                                                | Club                      | Año  |
| --------------------------------------------------------- | ------------------------- | ---- |
| Mejor jugador del Torneo Internacional Valentín Granatkin | Selección de Chile sub-17 | 2009 |
| Mejor jugador del Torneo Internacional UC Sub-17          | Selección de Chile sub-17 | 2009 |